# Ruschia schollii
Ruschia schollii är en isörtsväxtart som först beskrevs av Salm-dyck, och fick sitt nu gällande namn av Schwant. apud Jacobsen. Ruschia schollii ingår i släktet Ruschia och familjen isörtsväxter. Inga underarter finns listade i Catalogue of Life.